# Croce al valor militare (Mali)
La Croce al valor militare è un premio statale del Mali.

## Storia
La medaglia è stata istituita il 25 settembre 1974 per premiare valore durante un'operazione militare o in preservazione dell'ordine pubblico.

## Insegne
- Il nastro è giallo con due fasce verdi.